# 1466

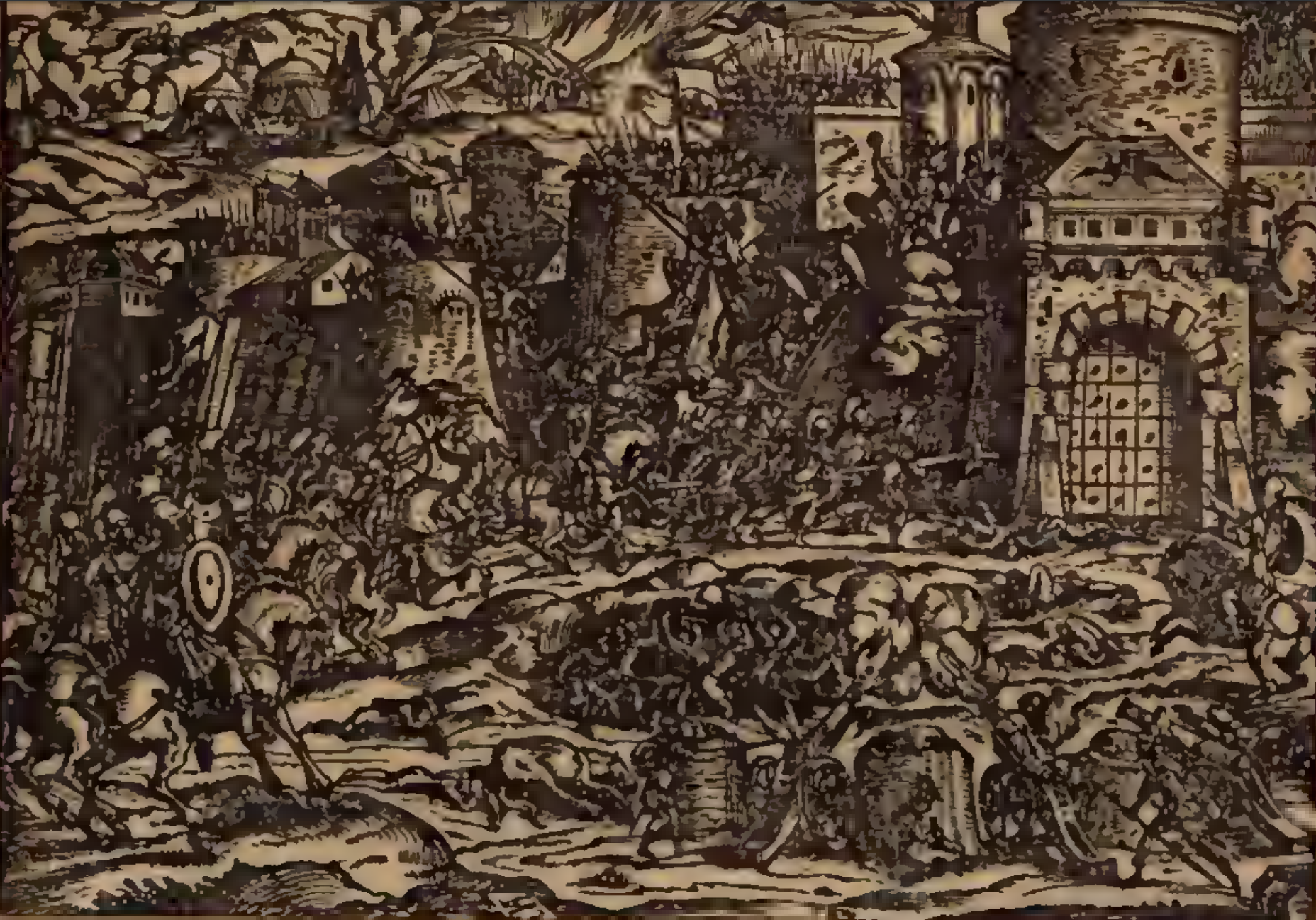
tweede beleg van Krujë

Het jaar 1466 is het 66e jaar in de 15e eeuw volgens de christelijke jaartelling.

## Gebeurtenissen
- 26 januari - Aartsbisschop Adolf II van Nassau-Wiesbaden-Idstein van Mainz wordt gewijd.
- juni - Begin van het Beleg van Krujë. De Ottomanen belegeren vergeefs een Albanese vesting.
- 19 september - Lodewijk van Bourbon wordt herinstalleerd als bisschop van Luik.
- 19 oktober - Tweede Vrede van Thorn: Einde van de Dertienjarige Oorlog tussen de Duitse Orde enerzijds en de Pruisische Bond en Polen anderzijds. De Duitse Orde moet West-Pruisen aan Polen afstaan, en zich voor de rest van zijn gebied leenplichtig aan Polen maken.
- 23 december - George van Podiebrad, koning van Bohemen, wordt geëxcommuniceerd.
- Het kanaat Astrachan wordt gesticht.
- De stad Dinant in het prinsbisdom Luik wordt geplunderd en verwoest door Karel de Stoute, zoon van de hertog van Bourgondië. Een groot aantal inwoners wordt ter dood gebracht.
- De Priorij Sinte Sophie in Vught wordt gesticht.

## Kunst

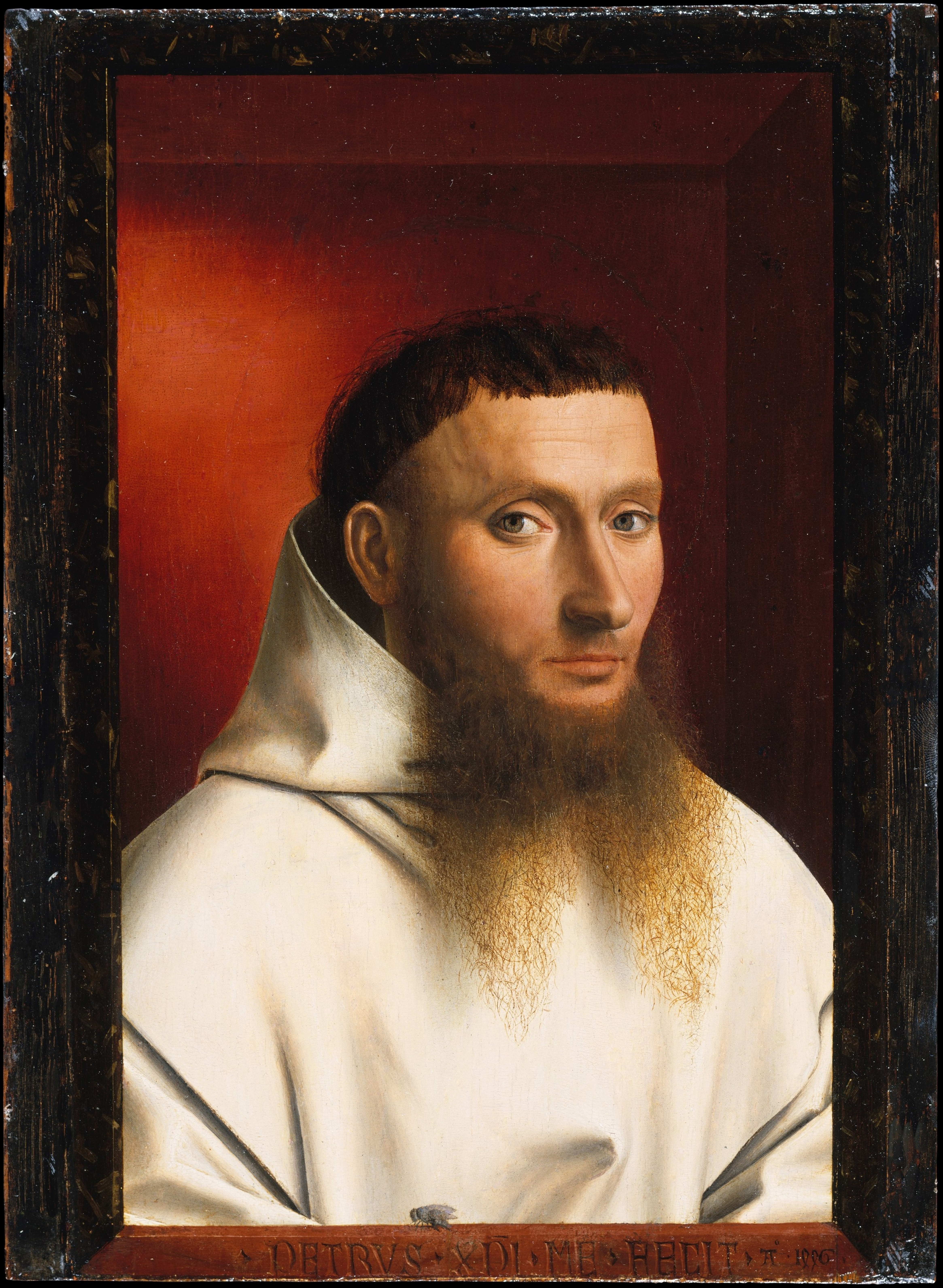
Petrus Christus: Portret van een kartuizer
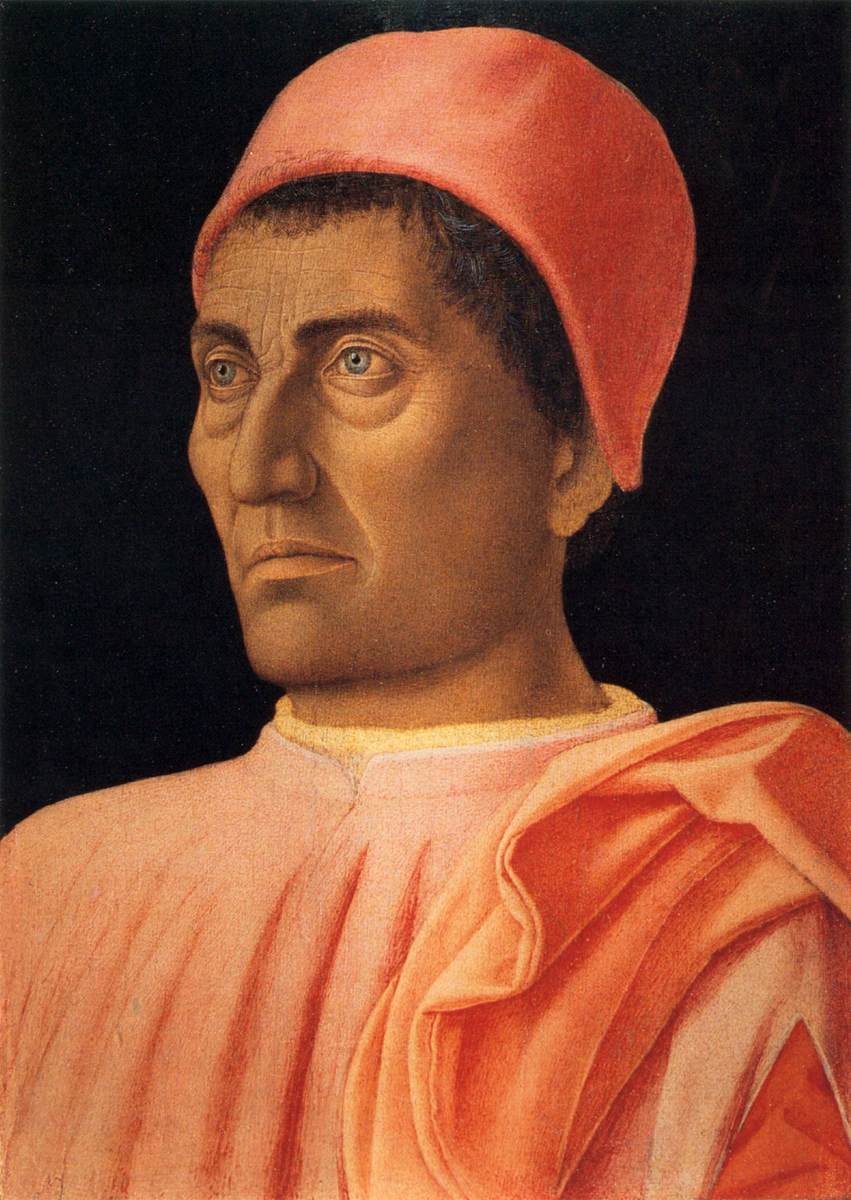
Andrea Mantegna: Portret van Carlo de' Medici

## Opvolging
- patriarch van Constantinopel - Joasaf I opgevolgd door Marcus II Xylokaraves, op zijn beurt opgevolgd door Symeon I van Trebizond
- Georgië - George VIII opgevolgd door Bagrat VI
- aartsbisdom Maagdenburg - Frederik III van Beichlingen opgevolgd door Johan van Palts-Simmern
- Milaan - Francesco Sforza opgevolgd door zijn zoon Galeazzo Maria Sforza
- Münster - Johan van Palts-Simmern opgevolgd door Hendrik III van Schwarzburg
- Oost-Friesland - Ulrich I opgevolgd door zijn zoon Enno I, onder regentschap van diens moeder Theda Ukena
- Tibet - Norsang opgevolgd door zijn zoon Künsang

## Afbeeldingen

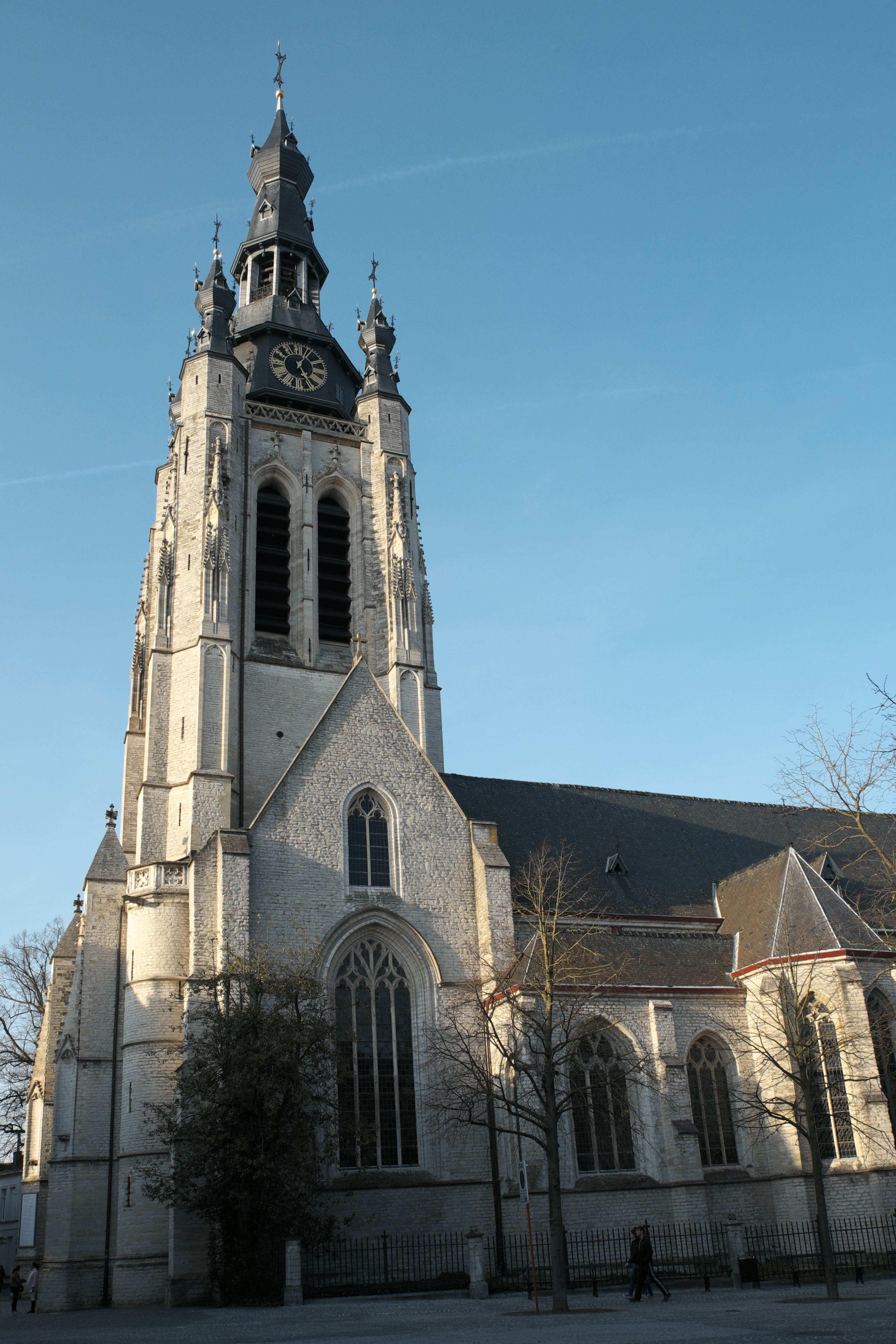
Sint-Maartenskerk, Kortrijk (voltooid 1466)
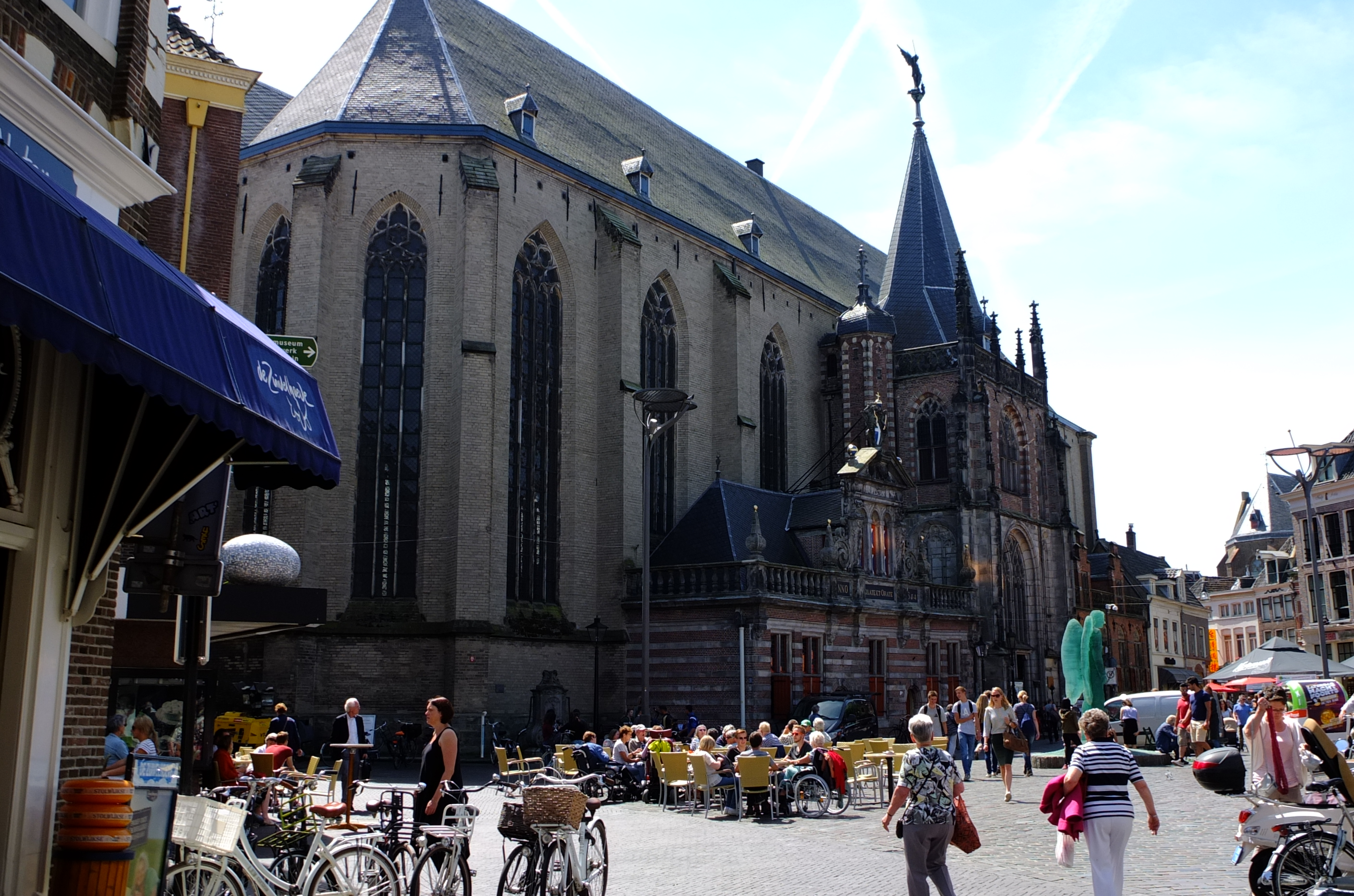
Grote of Sint-Michaëlskerk, Zwolle (voltooid 1466)

## Geboren
- 11 februari - Elizabeth van York, Engels prinses, echtgenote van Hendrik VII
- 22 mei - Marino Sanuto de Jongere, Venetiaans historicus
- mei - Elisabeth van Hessen-Marburg, Duits edelvrouw
- 18 juni - Ottaviano Petrucci, Italiaans drukker
- 4 juli - Willem I van Hessen, Duits edelman
- 5 juli - Giovanni Sforza, Italiaans edelman
- 10 augustus - Francesco II Gonzaga, markgraaf van Mantua
- 28 augustus - Agostino Chigi, Italiaans bankier
- 28 oktober - Desiderius Erasmus, Nederlands filosoof (mogelijk ook 1467 of 1469)
- 30 november - Andrea Doria, Genuees militair en politicus
- Maria Branković, Servisch prinses
- Frans I van Foix, koning van Navarra (1479-1483)
- Andries van Foreest, Hollands politicus
- Motecuhzoma II, keizer van het Aztekenrijk (1502-1520)
- Quinten Massijs, Zuid-Nederlands schilder (jaartal bij benadering)

## Overleden
- 16 februari - Arnold I van Steinfurt (~21), Duits edelman
- 8 maart - Francesco Sforza (64), hertog van Milaan (1450-1466)
- maart - Boudewijn van Humières, Zuid-Nederlands staatsman
- 25 of 26 september - Ulrich I, graaf van Oost-Friesland
- 13 december - Donatello (~80), Florentijns beeldhouwer
- Ernst van Brunswijk-Grubenhagen (~48), Duits edelman
- Norsang, koning van Tibet (1440-1466)
- Jean Payer, Frans bisschop
- Ahmed Bican Yazıcıoğlu, Turks schrijver (jaartal bij benadering)